# Edguy
Edguy — павер-метал гурт, з Фульда, Німеччина, який був створений у 1992 році.

## Біографія

### Демо, AFM Records (1992-2003)
Edguy був створений 14-річними студентами Тобіасом Самметом, Йенсом Людвігом, Домініком Сторхом і Дірком Зауером. «Edguy» - ласкаве прізвисько для їхнього вчителя математики. 1994 року гурт випустив два демо-записи Evil Minded і Children of Steel. Ці плівки були розіслані багатьом компаніям звукозапису, усі вони відмовили гурту, вважаючи, що вони не будуть успішними в музичному бізнесі. Попри невдачу, вони самостійно випустили свій “неофіційний” дебютний альбом Savage Poetry, в 1995 році. Незабаром, вони підписали контракт з AFM Records, яка запропонувала їм перевидати Savage Poetry, але гурт відмовився на користь нового альбому  Kingdom of Madness, який вийшов у 1997 році, але барабанщик Домінік Сторх залишив групу після цього. 1998 року світ побачив їхній другий альбом Vain Glory Opera, з їхнім другом Франком Лінденталем на барабанах. Цей альбом допоміг Edguy стати відомими для ширшої аудиторії, завдяки, в тому числі, появі як гостей Тімо Толккі (Stratovarius) і Хансі Кюрша (Blind Guardian). До гурту приєдналися барабанщик Фелікс Бонке і бас-гітарист Тобіас “Eggi” Ексель, що дозволило Тобіасу Саммету зосередитись суто на вокалі (раніше він грав на бас-гітарі і одночасно співав).
В 1999 році вийшов альбом Theater of Salvation. У тому ж році Тобіас Саммет задумав створити проєкт Avantasia, метал-оперу за участю багатьох відомих вокалістів і музикантів рок і метал сцени. Поки Тобіас зосередився на Avantasia, гурт скористався можливістю, щоб перезаписати Savage Poetry, щоб зробити його доступним для нових фанів, бо оригінальний став великою рідкістю.
Після перезапису The Savage Poetry, гурт випустив п'ятий альбом Mandrake в 2001 році. Альбом супроводжувався промо-роликом (вперше в історії гурту), знятим на пісню “All the Clowns”, а також сингл Painting on the Wall. Наслідком виходу альбму став перший концертний тур гурту. Три шоу були записані у Європі і стали основою для першого живого альбому гутру Burning Down the Opera.
Контракт групи з AFM завершився і наприкінці 2003 року був підписаний новий, з студією Nuclear Blast Records.

### Nuclear Blast(2004-до сьогодні)
Першим релізом Edguy в Nuclear Blast був мініальбом King of Fools виданий в 2004 році. Він передував альбому Hellfire Club.  Пісня Lavatory Love Machine була також видана як сингл. Продуктивність групи продовжується і в 2005, коли виходять міні-альбом і DVD Superheroes. На DVD показано живі кадри з студії, а також документальне відео запису першого треку з повноформатного альбому Rocket Ride, який вийшов в січні 2006 року.
Саммет провів більшу частину 2007 року в роботі над Avantasia. Edguy повернулися до студії у 2008 році і записали альбом Tinnitus Sanctus, разом з відео на композицію “Ministry of Saints”, яке було зняте в Белграді, Сербія. 
Після продовження, наприкінці 2008 року, контракту з Nuclear Blast, гурт випустив свій перший концертний DVD Fucking with Fire – Live, у 2009 році. Який складався ж кадрів живого виступу у Сан-Паулу, Бразилія, під час світового туру Rocket Ride, який відбувся у 2006 році. Гурт підтримав Scorpions під час концертів в Німеччині у їхньому прощальному турі у 2010 році.
В серпні 2011 року Edguy випустили свій дев'ятий студійний альбом Age of the Joker. Гурт гастролював по Європі і Південній Америці на підтримку альбому, включаючи виступи з Slash і Deep Purple, а також поява на круїзі 70000 Tons of Metal. У недавньому інтерв'ю для розкрутки проєкту Avantasia, Саммет сказав, що новий альбом Edguy буде записаний влітку 2013, а реліз запланований на середину 2014 року

## Стиль
Тексти Edguy часто є метафоричними, з натяком на метафізичні чи соціальні теми: ортодоксальність ("The Headless Game", "Mysteria", "King of Fool"),  диктатура католицької церкви ("The Kingdom", "The Pride of Creation", "Theater of Salvation"), і небезпеку сучасної цивілізації ("Navigator", "The Devil and the Savant"). Щоб висвітлити такі теми Edguy інколи використовують езотеричні і герметичні вирази. Однак деякі з їхніх пісень безтурботні і комедійні ("Das Reh", "Save Us Now", "Lavatory Love Machine", "Life and Times of a Bonus Track", "Trinidad"). Edguy не претендує, щоб представляти якусь ідеологію; Тобіас Саммет стверджував "гурт не політичний і не релігійний; як мінімум немає жодного ключового повідомлення в наших піснях, що говорять вам, що і про що думати". Edguy також використовує довгі епічні розділи в кожному альбомі.
Helfire Club показав інтерес Edguy до експериментів в музиці за рахунок використання оркестру в записах. В альбомі були присутні варіації в стилі Edguy, з менш грандіозним, а традиційнішим хеві-метал підходом. Альбом Rocket Ride включав ще менше симфонічних і павер-метал елементів, і, мабуть, був більше орієнтований на хард-рок. Наступний альбом Tinnitus Sanctus, містить ще більше хард-рокових пісень; очевидно значне скорочення подвійних басових барабанних партій, на відміну від старших альбомів, таких як Vain Glory Opera, де є дуже швидкі партії характерні для павер-метал жанру.

## Склад

### Поточний склад
- Тобіас Саммет – вокал, клавішні (1992–до сьогодні), бас-гітара (1992–1998)
- Йенс Людвіг – соло-гітара (1992–до сьогодні)
- Дірк Зауер – ритм-гітара (1992–до сьогодні)
- Тобіас Ексель – бас-гітара (1998–до сьогодні)
- Фелікс Бонке – ударні (1998–до сьогодні)[22]

### Колишні учасники
- Домінік Шторх - ударні (1992–1998)
- Франк Лінденталь - ударні (1998) (тільки в студії)

## Дискографія

### Студійні альбоми
| 1997 | Kingdom of Madness   | -  | -  | -   | -  | -  | -  | -  | -  |
| 1998 | Vain Glory Opera     | -  | -  | -   | -  | -  | -  | -  | -  |
| 1999 | Theater of Salvation | -  | -  | -   | 66 | 50 | -  | -  | -  |
| 2000 | The Savage Poetry    | -  | -  | -   | 79 | 60 | -  | -  | -  |
| 2001 | Mandrake             | -  | -  | 47  | 19 | 32 | -  | -  | -  |
| 2004 | Hellfire Club        | 68 | 22 | 54  | 26 | 6  | 81 | -  | -  |
| 2006 | Rocket Ride          | 50 | 25 | 101 | 8  | 8  | 50 | -  | -  |
| 2008 | Tinnitus Sanctus     | 50 | -  | 28  | 19 | 85 | 41 | -  | -  |
| 2011 | Age of the Joker     | 30 | 15 | 63  | 3  | 10 | 13 | 44 | 72 |

### Концертні альбоми
- Burning Down the Opera (2003)
- Fucking with Fire – Live (2009)

### Сингли
- La Marche Des Gendarmes (2001)
- Painting on the Wall (2001)
- Lavatory Love Machine (2004)

### Міні-альбоми
| 2004 | "King of Fools" | 67 | 12 | -  | 39 | -  | 16 | 98 |
| 2005 | "Superheroes"   | -  | -  | 96 | 25 | 48 | 10 | 52 |

### Збірники
- Hall of Flames (2004)
- The Singles (2008)

### Відео
- "All the Clowns" (2001)
- "King of Fools" (2004)
- "Lavatory Love Machine" (2004)
- "Superheroes" (2005)
- "Ministry of Saints" (2008)
- "Robin Hood"  (2011)

### DVD
- Superheroes (2005)[27]
- Fucking with Fire – Live (2009)